# Short Stirling
Stirling er et 4-motors britisk bombefly, bygget af Short Brothers.
Stirling udgjorde sammen med Handley Page Halifax og ikke mindst Avro Lancaster grundstammen i den britiske flåde af bombefly under 2. verdenskrig, hvor RAF primært anvendte det til de natlige togter over Tyskland og de besatte områder.
Short Stirling blev efterhånden forældet og fik opgaver som nedkastning af søminer, våbencontainere og SOE-agenter samt som svæveflystraktor.
| Luftfart | Spire Denne artikel om flyvning er en spire som bør udbygges. Du er velkommen til at hjælpe Wikipedia ved at udvide den. |

- Wikimedia Commons har flere filer relateret til Short Stirling